# 美式幽默
美式幽默是指美国人的幽默表現手法，然而很难給美国人的幽默下一個準確的定義。美式幽默通常涉及美国文化的各个方面。某个人觉得一個舉止是否幽默显然取决于许多情況，包括但不限于地理位置、文化、心理成熟度、教育水平和背景。因此，有些国家的人们会觉得有些美式幽默很有趣，但其他國家的民眾可能並不認同。 美式幽默通常被拿來與其他國家的幽默相比較，例如，大家常常會討論美式幽默与英式幽默和加拿大幽默之間有何不同。美国人在表达方式上更加直接，相比之下英式幽默更善于使用反语、讽刺与自嘲。